# Jānis Pēda
Jānis Pēda (ur. 18 maja 1985 w Rydze) – łotewski siatkarz, występujący na pozycji przyjmującego, reprezentant Łotwy. 

## Sukcesy klubowe
Puchar Łotwy:
- 2003

Puchar CEV:
- 2010

Mistrzostwo Włoch:
- 2010
- 2011

Superpuchar Włoch:
- 2010[3]

Puchar Włoch:
- 2011

Puchar Austrii:
- 2014

Mistrzostwo Austrii:
- 2014, 2015, 2016

MEVZA:
- 2015
- 2016